# Sphaerodactylus klauberi
Sphaerodactylus klauberi е вид влечуго от семейство Sphaerodactylidae. Видът не е застрашен от изчезване.

## Разпространение и местообитание
Разпространен е в Пуерто Рико.
Обитава гористи местности и плата.